# Bedaquiline
Bedaquiline, ook bekend als R207910, TMC207 of onder de merknaam Sirturo®, is een geneesmiddel tegen tuberculose. Het behoort tot de familie van de diarylchinolines. Het is circa 40 jaar geleden dat voor het laatst een nieuw anti-tuberculose middel werd toegelaten, namelijk rifampicine.
De stof is opgenomen in de lijst van essentiële geneesmiddelen van de WHO
Het middel bedaquiline werd ontdekt door een team onder de leiding van de Belg Koen Andries bij Janssen Pharmaceutica. Het werkingsmechanisme is geheel anders dan van de bestaande tuberculostatica: het remt ATP-synthetase, waardoor de energievoorziening van de tuberculosebacterie wordt platgelegd. Vooral bij de nu moeilijk behandelbare multi-resistente tuberculose wordt veel verwacht van dit geneesmiddel. Het blijft echter afwachten hoe snel er resistentie tegen dit middel zal ontstaan.

## Goedkeuring
Op 28 december 2012 werd bekend dat de Amerikaanse Food and Drug Administration (FDA) het middel onder een versnelde toelatingsprocedure heeft toegelaten bij multiresistente tuberculose. Er zijn geen twijfels over de werkzaamheid, maar de bijwerkingen dienen wel goed in de gaten te worden gehouden. Op 31 augustus 2012 heeft de firma bij EMA een Europese registratieaanvraag ingediend. Er zijn per 2 januari 2013 15 studies aangemeld bij de website www.clinicaltrials.gov. Op 19 december 2013 gaf het CHMP van EMA een positief advies om het middel Sirturo een vergunning onder voorwaarden te geven.
Het middel werd in 2015 beloond met de Galenusprijs.